# Raimond Aumann

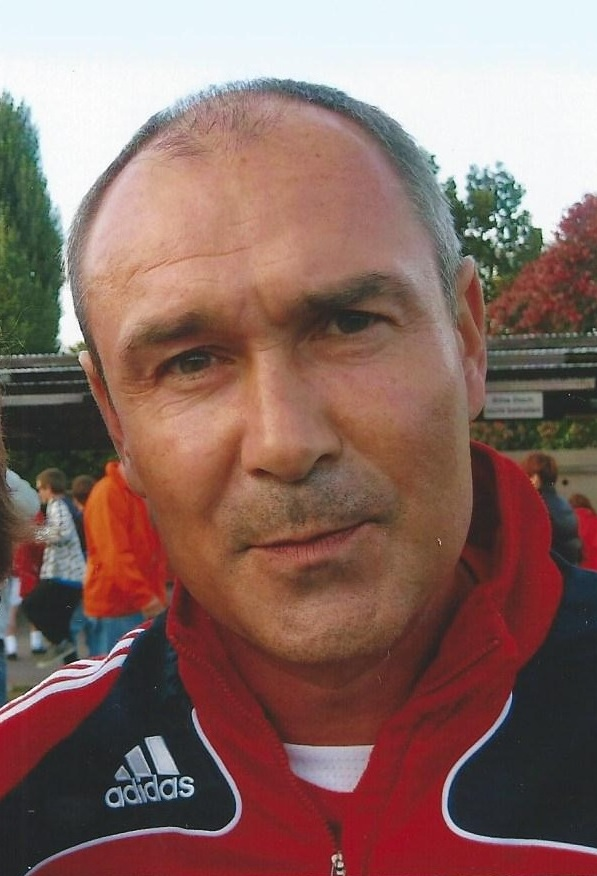
Raimond Aumann, 2009

Raimond Aumann, född 12 oktober 1963 i Augsburg,  är en tysk före detta professionell fotbollsmålvakt som 1989–1990 spelade fyra matcher för det västtyska landslaget. Han spelade för FC Augsburg och i Bundesliga för FC Bayern München (1980-1994). År 1994 värvades han av Beşiktaş JK, där han hjälpte dem att vinna ligan 1995.